# Mikoyan-Gurevich MiG-21LSh
Il Mikoyan Gurevich MiG-21LSh (МиГ-21ЛШ in cirillico) fu un tentativo sovietico di costruire un aereo da caccia d'attacco al suolo con ala a delta senza piani di coda.

## Storia
Nel giugno del 1969 il MiG-21LSh dell'ufficio tecnico di Mikoyan e Gurevich ebbe accesso, assieme al concorrente T-8 dell'ufficio di Sukhoj, alla fase finale delle prove di collaudo. Il MiG-21LSh era direttamente derivato dal MiG-21I o più propriamente A-144, un MiG-21 al quale era stata montata l'ala in scala ridotta del Tupolev Tu-144, per provarne le doti aerodinamiche. L'esperimento diede così buoni risultati che l'OKB decise di provare a creare un nuovo caccia senza piani orizzontali di coda. Un primo arrangiamento, denominato MiG-27Sh (МиГ-27Ш), prevedeva due prese d'aria ai lati della fusoliera, un muso più piccolo e sottile (vagamente simile a quello del MiG-27), un nuovo cupolino e soprattutto un'ala a delta composito. La coda ed i piani di coda restavano quelli del MiG-21S originale. L'abitacolo venne completamente corazzato per proteggerlo dai proiettili della contraerea. L'armamento consisteva di un cannone GSh-23 da 23 mm. Il secondo prototipo invece adottava un'ala più allungata verso la coda e perdeva i piani orizzontali. Battezzato MiG-21LSh servì come base di partenza per le versioni da attacco del MiG-23 (MiG-23B e MiG-27).